# Door (album)
Door è l'ottavo album in studio del gruppo musicale giapponese Every Little Thing, pubblicato nel 2008.

## Tracce
1. Gate #8 – 1:27
2. Masaka no Telepathy (まさかの) – 4:31
3. Kirameki Hour (キラメキアワー) (Door Version) – 4:34
4. Paris no Musume (パリの娘) – 4:39
5. Sakurabito (サクラビト) – 5:02
6. Wonder Land – 4:21
7. Fuyu ga Hajimaru yo (冬がはじまるよ) (feat. Noriyuki Makihara)) – 4:57
8. B.L.V.D. – 1:47
9. Neroli – 4:44
10. Kara Kara (カラカラ) – 4:06
11. Koi wo Shiteiru (恋をしている) – 5:23
12. Gladiolus – 5:23
13. Ophelia Act 2 (オフェリア) – 3:20